# Sarina Nishida
Sarina Nishida z domu Koga (jap. 西田紗理那); ur. 21 maja 1996 w Sadze) – japońska siatkarka grająca na pozycji przyjmującej. 
Jej mężem jest siatkarz Yūji Nishida, którego poślubiła 31 grudnia 2022 roku. Siatkarska para pod koniec lipca 2025 roku poinformowała, że spodziewają się dziecka.
Zaczęła grać w siatkówkę w drugiej klasie w szkole podstawowej.

## Sukcesy klubowe
Mistrzostwo Japonii:
- 2015, 2017, 2023[4], 2024[5]
- 2021

Klubowe Mistrzostwa Azji:
- 2016

Puchar Cesarza:
- 2023[6]

## Sukcesy reprezentacyjne
Mistrzostwa Azji Kadetek:
- 2012

Mistrzostwa Świata U-23:
- 2013[7]

Volley Masters Montreux:
- 2015[8]

Mistrzostwa Azji:
- 2017

Liga Narodów:
- 2024[9]

## Nagrody indywidualne
- 2012: MVP i najlepsza punktująca Mistrzostw Azji Kadetek
- 2013: Najlepsza przyjmująca Mistrzostw Świata do lat 23
- 2016: MVP Klubowych Mistrzostw Azji
- 2023: MVP Pucharu Cesarza
- 2024: Najlepsza przyjmująca turnieju finałowego Ligi Narodów[10]